# ジャパン・フューチャーベースボールリーグ
ジャパン・フューチャーベースボールリーグ（Japan-Future Baseball League）は、日本の近畿地方（大阪府・三重県）を活動地域としていたプロ野球の独立リーグである。リーグ運営会社は株式会社ベースボールフューチャー。略称はJFBL。

## 概要
日本で4番目のプロ野球独立リーグである。関西独立リーグに加入を予定、またはすでに加入していた球団が、方針の相違から、2009年に脱退・分裂する形で発足した。2010年にリーグとしての活動を行った。
設立表明時の名称は「ジャパン・フューチャーリーグ」（略称：JFリーグ）であったが、「サッカーの日本フットボールリーグ（JFL）と誤解を生じない為」という理由（サッカー関係者から抗議があったとも報道されている）で、2009年12月1日付で名称が変更された。
2010年度のリーグに所属するのは2チームで、これは日本のプロ野球独立リーグではもっとも少なかった。このため、四国・九州アイランドリーグとの間で交流戦を実施し、戦績をお互いのリーグ順位に反映させる形で運営をおこなった。グランドチャンピオンシップには参加しなかった。後述のとおり、同年度で活動を休止した。

## 発足までの経緯
2009年10月3日、関西独立リーグへ2010年からの加入を予定していた三重スリーアローズが、参入を撤回して新たなリーグの設立を表明。既存4球団と、選手の給与水準やリーグ運営方針についての意見、理念の相違があったためとしていた。新リーグ参加チームに関しては、兵庫県淡路市の企業家などから複数のオファーがあり、2010年に最低でも3チームでのリーグ運営を目指す方針としていた。
10月13日、新リーグ名・トライアウト日程及び、運営会社として株式会社ベースボールフューチャー（資本金500万）を11月7日に設立することを発表。三重以外の加盟チームは未定だが、来春4球団でのスタートを目指したいと表明。10月末にはチームを決定する意向と報じられていた。
10月19日、関西独立リーグに所属していた大阪ゴールドビリケーンズがリーグからの脱退と、ジャパン・フューチャーリーグに参加する意向を正式に表明した。
10月30日、四国・九州アイランドリーグの鍵山誠CEOが、5球団となる来シーズンは対戦カードからはずれる球団を当リーグやNPB2軍との交流戦に宛てる構想を持っていることを明らかにした。
11月9日、大阪ゴールドビリケーンズの来シーズンからの加盟が正式に発表された。他の加盟球団については審査終了後に発表するとしていた。
11月14日、第1回トライアウト開催。リーグは設立当初から吉田えりの獲得を目指すと表明していたが、今回のトライアウトでは吉田えりの兄・吉田勇介が受験し、1次試験を通過している（最終的に2次で不合格）。また、吉田えり本人とは、2009年12月28日に条件付ではあるが、三重への入団に合意している（条件：吉田が2010年1月から米・ウィンターリーグに参加するため、米国の球団から契約のオファーがあった場合は、本人の希望を優先。日本で活動する場合はこの合意を優先）。最終的に吉田は米国の独立リーグへの入団が決定したため、三重への入団は実現しなかった。
11月28日、淡路島の新球団設立について、来シーズンの設立を断念すると報道される。淡路島でのスポンサー・運営者を探し、交渉を重ねてきたが難航したため、来季開幕に間に合わないと判断。2シーズン目での設立は、今後も探っていくとした。
12月1日、リーグ首脳の記者会見で、2010年シーズンの運営について以下の発表が行なわれた。
- リーグ名称を「ジャパン・フューチャーリーグ」（略称：JFリーグ　ロゴ：JFL）から「ジャパン・フューチャーベースボールリーグ」（略称・ロゴ：JFBL）に変更する。
- 三重スリーアローズ、大阪ゴールドビリケーンズの2球団で発足する。ホーム12・ビジター12の計24試合を行い、当初発表の前後期制を廃し、通年制を採用する。
- 四国・九州アイランドリーグとの間で交流戦（各チームとホーム3・ビジター3　計6試合ずつ）を行い、交流戦も公式戦として扱う（リーグ内：24試合 + 交流戦：5チーム×6試合　計54試合）
- 他の独立リーグからの要望により、他の独立リーグと合わせるため、選手報酬を15万円から10万〜40万円に変更する。ただし、2010年入団選手は、現在の交渉額で契約する。
- 入場料は、一般 1000円、中学生・高校生 500円、小学生以下 300円とする
- オフィシャルサプライヤーとして、レワード（野球ウェアサプライヤー）とハイゴールド（野球用具サプライヤー）が決定

2010年の開幕前には、三重がベースボール・チャレンジ・リーグ（BCリーグ）所属チームと、大阪が関西独立リーグ所属チームとそれぞれオープン戦を実施した。

## 活動休止へ
野球賭博問題を発端として、大阪ゴールドビリケーンズが経営難に陥ったこともあり、リーグの維持が困難となった。このため、JFBLは2010年9月17日に2011年度の活動を休止すると発表した。大阪ゴールドビリケーンズは2011年1月に継続を断念して解散した。復活の可能性を残すためにリーグ運営会社のベースボールフューチャーは存続させるが、三重スリーアローズは2011年のシーズンから四国・九州アイランドリーグに参入を表明し、2010年11月4日に正式に加盟した（加盟後、リーグは四国アイランドリーグplusに改称）。その後、三重は2011年の公式戦終了後にアイランドリーグを脱退し、同年11月10日に解散を発表した。これにより、リーグを構成していた球団はすべて解散した。
なお、国税庁の法人番号検索サイトによれば、リーグ運営会社の株式会社ベースボールフューチャーは2024年11月現在も法人として現存している。

## 沿革

### 2009年
- 10月2日　三重スリーアローズ壁矢慶一郎代表が兼務していた関西独立リーグの代表を辞任。
- 10月3日　三重スリーアローズが、関西独立リーグからの脱退と、新リーグの設立を正式発表。
- 10月13日　新リーグの名称「ジャパン・フューチャーリーグ」を発表。合同トライアウトを11月14日に阪神鳴尾浜球場にて行うと発表。
- 10月19日　大阪ゴールドビリケーンズが参入の意向を正式に表明。
- 10月20日　大阪ゴールドビリケーンズがリーグ参加を申請し、参入交渉始まる。大阪との交渉を終えた壁矢慶一郎リーグ代表は「大阪の経営状況を見て、参入を認めるかを決める。1週間くらいで詰めたい」「前向きに協力する」と表明[10]。
- 10月28日　トライアウト要項を発表。トライアウトは2段階で実施後、11月19日にリーグのドラフト会議を開いて所属球団を決定する予定とした。
- 11月9日　大阪ゴールドビリケーンズのリーグ加盟を承認。
- 11月14日　第1回合同トライアウト開催（エントリー者数：244名、参加者数：16〜46歳の231名（女子1名を含む）、1次試験通過者数：57名）。
- 11月19日　第1回合同トライアウト結果発表（合格者数：三重スリーアローズ 9名、大阪ゴールドビリケーンズ 4名）
- 11月28日　来季の淡路島球団設立を断念すると報じられる。
- 12月1日 来季は三重と大阪の2球団で発足すること、四国・九州アイランドリーグとの間で60試合の交流戦を実施することや、リーグ名称をジャパン・フューチャーベースボールリーグ（略称・JFBL）に変更すること等を発表[11]。

### 2010年
- 1月28日 - 開幕戦を4月3日に、津球場公園内野球場で開催すると発表。
- 2月26日 - 公式戦（四国・九州アイランドリーグとの交流戦を含む）の日程を発表。
- 4月1日 - 他の独立リーグ3団体と共同で、独立リーグ連絡協議会（JIBLA）を設立。
- 4月3日 - 2010年シーズン開幕戦を津球場で開催。
- 6月25日 - 大阪ゴールドビリケーンズは、選手8名が野球賭博に関わっていたとして、8名の解雇を発表（詳細）。
- 7月20日 - 賭博問題を受け、独立リーグ日本一決定戦（グランドチャンピオンシップ）への不参加を決めた、と報道される[12]。
- 9月17日 - リーグの活動を2010年度限りで休止し、2011年はリーグ戦を行わないと発表。
- 9月22日 - 三重の優勝が決定。
- 10月16日 - シーズン最終戦を実施（住之江公園野球場）[13][14]。

## リーグ構成球団
| チーム名                 | 参加年度 | 本拠地 | 試合 | 勝利 | 敗戦 | 引分 | 勝率 | ゲーム差 |
| ------------------------ | -------- | ------ | ---- | ---- | ---- | ---- | ---- | -------- |
| 三重スリーアローズ       | 2010     | 三重県 | 54   | 22   | 27   | 5    | .449 | ----     |
| 大阪ゴールドビリケーンズ | 2010     | 大阪府 | 54   | 16   | 32   | 6    | .333 | 5.5      |

- 2010年度シーズン終了時

## 試合
1シーズン制で、リーグ内の対戦は24試合。これに四国・九州アイランドリーグとの60試合の交流戦を合わせた勝率で順位を決定した。
指名打者制度を採用し、予告先発も実施していた。

## トライアウトと選手契約
2010年度のトライアウト受験資格は「平成21年4月1日現在で満15歳以上の義務教育修了者」であった。
リーグ発足の要因となった選手の待遇につき、壁矢代表は当初「月額15万＋出来高で、契約期間は9ヶ月」とし、「選手の夢を手助けしたい。そのために新リーグでは最低限の保証をする。理念に賛同してくれる協力者を募りたい」と述べていた。その後、上記の通り、四国・九州アイランドリーグやBCリーグと条件を揃えるために報酬を変更した。

## 拡張構想など
2010年5月15日、壁矢代表は愛知県で2011年の発足を目指した新球団設立の動きがあることを明らかにし、「まだ正式には決まっていないが、頑張ってほしい」と述べた。個人数人で運営会社の設立準備を進めており、6月に設立準備室が発足する見通しとされた。代表は、6月にも正式発表するとしており、「さらに別の新球団も含めて来季は4球団で戦いたい」との意向を述べた。リーグ発足後に球団拡張構想が公表されたのは初めてであった。
2010年8月6日、壁矢代表は2011年からの参加を目標に愛知県で計画していた新球団について、リーグ加盟が白紙になったと明らかにした。新球団側からの説明を受け、現時点でのリーグ加盟を断ったとしており、代表は「もう少し、しっかりとした経営をつくっていただきたい」と語った。
リーグの休止決定後の2010年11月、ベースボールフューチャーが三重県内に複数の球団を擁する新リーグの結成を検討していると報じられた。それによるとリーグは4球団以上（将来的には8球団）で構成し、2012年4月の開幕をめざすとしていた。2011年に三重スリーアローズがアイランドリーグを脱退したあと、受け皿として三重県内でのリーグを創設することも検討されたが、スポンサーとなる企業が現れず、実現しなかった。